# دری (نام خانوادگی)
در زیر فهرستی از افرادی با نام خانوادگی دری را مشاهده می‌کنید:
- قربانعلی دری نجف‌آبادی، نماینده ولی فقیه در استان مرکزی، امام جمعه اراک و نماینده مجلس خبرگان رهبری
- زهرا دری، نویسنده ، شاعر و طنز پرداز ایرانی
- سید ضیاءالدین دری، کارگردان ، تهیه‌کننده و نویسنده ایرانی
- مجید دری، عضو شورای دفاع از حق تحصیل، فعال دانشجویی و زندانی سیاسی